# Marie-José Allemand
Marie-José Allemand, née le 27 janvier 1970 à Manosque, est une femme politique française. Elle est membre du Parti socialiste depuis le début des années 2000, et cadre de la FRSEA Provence-Alpes-Côte d'Azur. Elle est élue députée des Hautes-Alpes en juillet 2024 sous la bannière du Nouveau Front populaire.

## Biographie

### Carrière professionnelle dans l'agriculture
Marie-José Allemand est éleveuse de brebis à Gap, préfecture des Hautes-Alpes. Elle travaille au sein d'un GAEC avec son mari et son fils.
En 2021, ce GAEC est épinglé par l'inspection du travail pour avoir embauché deux bergers sans leur faire signer de contrat, puis condamné aux prud'hommes en 2023 pour leurs licenciement et expulsion illicites,. Elle dit pendant l'expulsion de ses bergers : « On embauchera des étrangers, des crèves la faim, prêts à faire n'importe-quoi », et « on ne sera pas emmerdé par la convention collective ».
Elle tentera de porter plainte en retour contre les bergers, mais sera déboutée en première instance comme en appel.
En 2023, elle est élue membre du bureau de la FRSEA Provence-Alpes-Côte d'Azur,.
À l'occasion de l'édition 2024 du Salon internationale de l'agriculture, l'association « Ciel d'Azur » présidée par Marie-José Allemand, remporte la médaille d'argent du Concours général.

### Engagement politique
Marie-José Allemand entre en politique au début des années 1990 en s'engageant contre la fermeture d'une école. Elle rejoint par la suite le Parti socialiste au début des années 2000, parti dont elle deviendra première secrétaire dans les Hautes-Alpes. En 2011, elle se présente aux élections cantonales dans le canton de Gap-Centre. Avec 17,08 % des voix, elle ne se qualifie pas pour le second tour.
Entre 2012 et 2017, elle est assistante parlementaire de la députée socialiste des Hautes-Alpes Karine Berger.
En 2020, alors conseillère municipale d'opposition, Marie-José Allemand se présente aux élections municipales à Gap. Tandis que le maire sortant Roger Didier (DVD) est réélu dès le premier tour avec 54,18 % des voix, la liste qu'elle mène termine en troisième position avec 13,07 % des suffrages, derrière la liste divers gauche menée par Charlotte Kuentz (32,74 %). Elle reste donc conseillère municipale d'opposition.
En 2021, à l'occasion des élections régionales en Provence-Alpes-Côte d'Azur, elle est tête de liste de l'union de la gauche dans les Hautes-Alpes. Elle n'est toutefois pas élue au conseil régional, la liste de gauche s'étant désistée pour faire barrage au Rassemblement national.
Lors des élections législatives de 2024, Marie-José Allemand est investie par le Nouveau Front populaire dans la 1re circonscription des Hautes-Alpes. Au premier tour, elle rassemble 30,47 % des suffrages et arrive en deuxième position derrière Jérôme Sainte-Marie du Rassemblement national (38,24 %). La députée Renaissance sortante Pascale Boyer, arrivée en troisième place avec 22,58 % des voix, se retire pour empêcher une victoire du RN. Marie-José Allemand est élue députée au second tour avec 51,64 % des voix.
Lors de son mandat parlementaire, Marie-José Allemand s'oppose à l'accord de libre-échange avec le MERCOSUR. Elle indique à cette occasion que cette situation « montre quand même que la voix de la France est de plus en plus démonétisée ».

## Synthèse des résultats électoraux

### Élections législatives
| Année | Parti | Parti | Circonscription      | 1er tour | 1er tour | 1er tour | 2d tour | 2d tour | 2d tour | Issue |
| Année | Parti | Parti | Circonscription      | Voix     | %        | Rang     | Voix    | %       | Rang    | Issue |
| ----- | ----- | ----- | -------------------- | -------- | -------- | -------- | ------- | ------- | ------- | ----- |
| 2024  |       | PS    | 1re des Hautes-Alpes | 12 568   | 30,47    | 2e       | 20 242  | 51,64   | 1re     | Élue  |

### Élections municipales
Les résultats ci-dessous concernent uniquement les élections où elle est tête de liste.
| Année | Liste | Liste | Commune | 1er tour | 1er tour | 1er tour | Sièges obtenus |
| Année | Liste | Liste | Commune | Voix     | %        | Rang     | Sièges obtenus |
| ----- | ----- | ----- | ------- | -------- | -------- | -------- | -------------- |
| 2020  |       | PS    | Gap     | 1 310    | 13,07    | 3e       | 2 / 43         |

### Élections départementales
| Année | Parti | Parti | Canton     | 1er tour | 1er tour | 1er tour | 2d tour | 2d tour | 2d tour | Issue  |
| Année | Parti | Parti | Canton     | Voix     | %        | Rang     | Voix    | %       | Rang    | Issue  |
| ----- | ----- | ----- | ---------- | -------- | -------- | -------- | ------- | ------- | ------- | ------ |
| 2011  |       | PS    | Gap-Centre | 383      | 17,08    | 3e       |         |         |         | Battue |